# Willa Zasztowta
Willa Zasztowta – modernistyczna willa w Augustowie z lat 20. XX wieku.
Willa położona jest w dzielnicy Zarzecze w sosnowym lesie nad jeziorem Necko naprzeciw amfiteatru. Zbudowana została pod koniec lat 20. XX wieku dla inżyniera drogowego Jana Zasztowta w nowo powstającej dzielnicy letniskowej. Willa jest budynkiem murowanym, jednopiętrowym, umiejscowionym na niewielkim wzniesieniu.

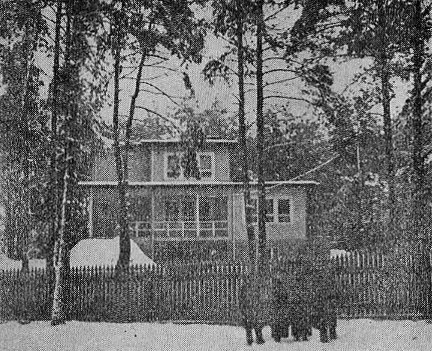
Willa Zasztowta przed 1937